# Pterozonium cyclosorum
Pterozonium cyclosorum är en kantbräkenväxtart som beskrevs av Albert Charles Smith. Pterozonium cyclosorum ingår i släktet Pterozonium och familjen Pteridaceae. Inga underarter finns listade.